# Gragnola (meteorologia)

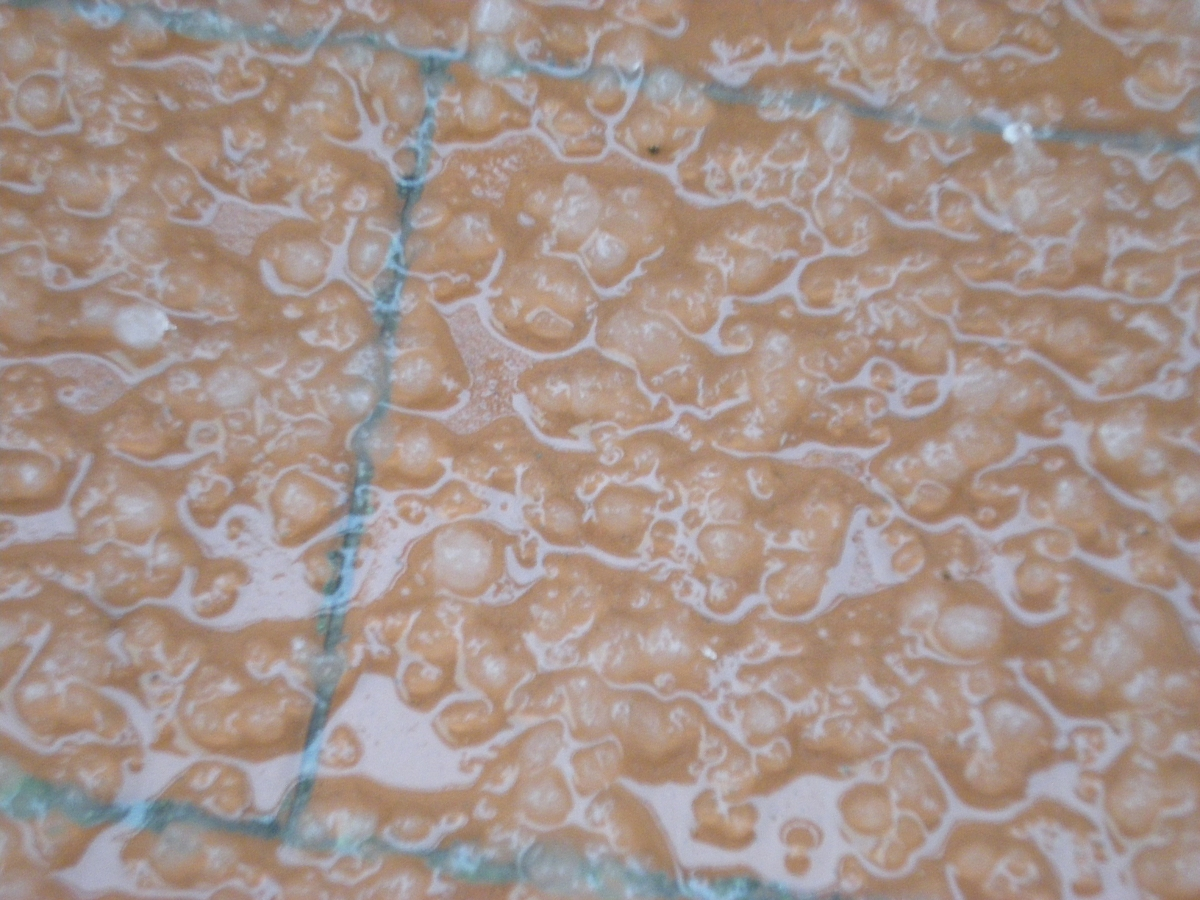
Gragnola appena caduta

La gragnola o gragnuola o grandine piccola è un tipo di precipitazione atmosferica solida costituita da granuli di ghiaccio traslucido che cadono da una nube.

## Etimologia e nomenclatura
Il termine gragnola, latino volgare *grandjòla, dal latino classico *grandeola, da grando, -inis ‘grandine’  è d'uso comune nei dialetti italiani anche se non sempre indica la stessa meteora. Spesso considerata analoga al nevischio dai meteorologi della prima parte del XX secolo, venne poi confusa con la neve tonda, con il nome collettivo tedesco di Graupeln o Graupel. I meteorologi francesi la chiamano spesso grésil, sebbene l'Organizzazione meteorologica mondiale specifichi che grésil dovrebbe indicare più propriamente i granuli di pioggia gelata (privi di nucleo).

## Descrizione
La gragnola si presenta solo in caso di rovesci; i pallini sono sferici o, meno spesso, conici, del diametro di 5 mm o più ma talvolta di dimensioni minori (fino a 2 mm); costituiti da un nucleo di neve tonda circondato da uno strato di ghiaccio omogeneo; non sono friabili, non si comprimono e non rimbalzano e non si rompono a contatto con il suolo. La gragnola ha una densità abbastanza alta, tra 0,8 g/cm³ e 0,99 g/cm³. Si forma da una pallina di neve tonda che viene circondata da acqua liquida; questo può arrivare da gocce di nube o dalla parziale liquefazione della neve tonda stessa. Si tratta di uno stadio intermedio tra la neve e la grandine; si distingue dalla neve per la sua superficie liscia e la sua densità maggiore e dalla grandine per le sue dimensioni inferiori. La gragnola cade di solito in inverno o all'inizio della primavera con temperature poco superiori a 0 °C.

## METAR
Il codice METAR per la gragnola è lo stesso della grandine, ossia GR, salvo l'aggiunta della specifica: less than 1⁄4 inch (ossia: meno di un quarto di pollice).